# 岡本洋三
岡本 洋三（おかもと ようぞう、1962年9月15日 - ）は、日本の実業家。元さいか屋社長。

## 略歴
神奈川県生まれ。実家は、神奈川県を基盤とする百貨店さいか屋の創業者一族で、父の岡本良平は元さいか屋社長。
青山学院大学卒業後の1985年4月に伊勢丹入社する。その後、同社を退社し、1997年にさいか屋へと入社する。
横須賀店営業担当次長、取締役横須賀店副店長、取締役藤沢店店長、理事藤沢店店長などを経て、2010年3月に同社の代表取締役社長に就任、2021年5月退任。前任は、兄である岡本康英が務めていた。